# 冯岭安
冯岭安（1925年—2002年11月2日），男，河南郏县人，中华人民共和国政治人物，曾任中共中央办公厅副主任、中共中央直属机关委员会书记。

## 生平
1948年自西北大学中文系毕业。1949年1月参加中国共产党领导下的革命工作，同年12月加入中国共产党。1949年歷任延安大学政策研究室组长、西北人民革命大学校刊编辑主任。中华人民共和国成立后，历任西北行政委员会办公厅秘书，国务院秘书厅秘书，国务院机关事务管理局党组秘书。1973年后，历任国家体委党组秘书，国家体委台湾体育联络处负责人，中直管理局副局长、局长兼中共中央办公厅特别会计室主任，中共中央办公厅副主任，中央直属机关党委委员、常委、书记，宋庆龄基金会副主席、党组副书记，并兼中国国际友谊促进会副理事长、领导小组副组长等职。是中共十三大、中共十四大代表。
2002年11月2日，冯岭安在北京病逝，享年78岁。